# Ведзма (река)
Ведзма или Ведма (блр. Ведзьма; рус. Ведьма) белоруска је река која тече преко територије Минске и Брестске области и лева притока реке Шчаре (део басена реке Њемен).
Ведзма извире код села Слабада у Њасвишком рејону и улива се у реку Шчару код града Љахавича у Љахавичком рејону. Шчара је након пријема Ведзме пловна за мање бродице.
Укупна дужина водотока је 35 km, а површина сливног подручја око 267 km². Просечан проток на годишњем нивоу у зони ушћа је 1,6 m³/s, док је просечан пад 0,8 м/км тока. 
Канализовано је око половине дела речног корита углавном у доњем делу тока.